# Saxicolestes auratus
Saxicolestes auratus är en kvalsterart som beskrevs av Grandjean 1951. Saxicolestes auratus ingår i släktet Saxicolestes och familjen Zetorchestidae. Inga underarter finns listade i Catalogue of Life.